# Hemipristocorypha
Hemipristocorypha is een geslacht van rechtvleugeligen uit de familie veldsprinkhanen (Acrididae). De wetenschappelijke naam van dit geslacht is voor het eerst geldig gepubliceerd in 1952 door Dirsh.

## Soorten
Het geslacht Hemipristocorypha  is monotypisch en omvat slechts de volgende soort:
- Hemipristocorypha mayidica (Dirsh, 1952)